# Holycross
Holycross (irisch Mainistir na Croiche) ist ein kleines Dorf im County Tipperary in der Republik Irland. 

## Lage
Holycross liegt etwa sechs Kilometer südsüdwestlich von Thurles am Suir. Im Ort treffen sich die R659, R660 und R661.

## Geschichte
Die Zisterzienserabtei Holy Cross Abbey wurde 1180 (vermutlich am Standort eines 1169 errichteten Benediktinerklosters) durch den König Domnall Mór Ua Briain begründet. Eine völlige Umgestaltung erfuhr das Kloster im 15. Jahrhundert. Um 1650 wurde das Kloster aufgegeben und verfiel mit der Zeit. 1975 wurde das Kloster auf das Betreiben von Erzbischof Thomas Morris hin wiederbelebt.

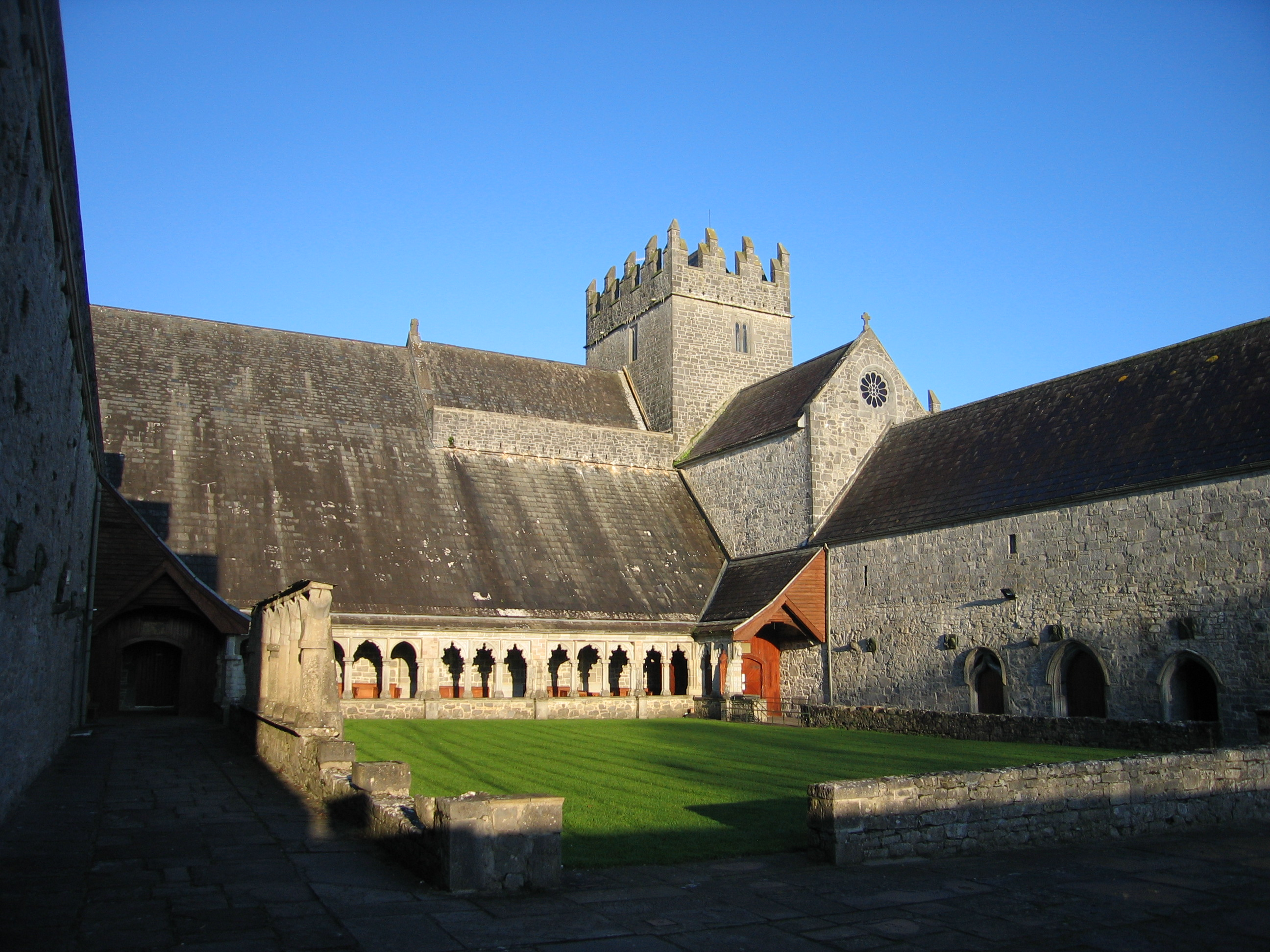
Abtei Holy Cross mit einer Pseudobasilika
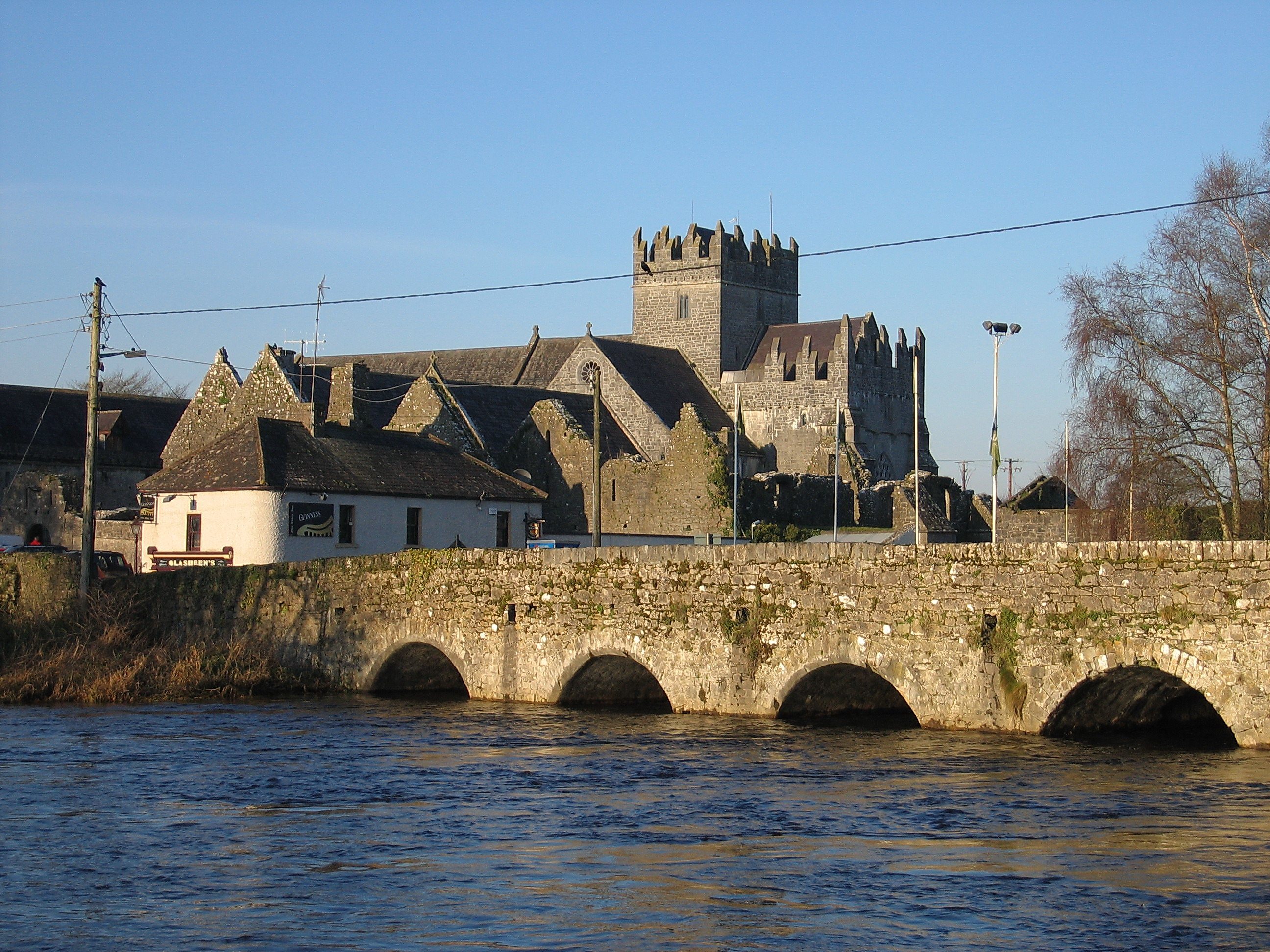
Brücke über den Suir in Holycross